# Duchesneodus
Duchesneodus ist eine heute ausgestorbene Gattung aus der Familie der Brontotherien und lebte im Mittleren Eozän vor 40 bis 38 Millionen Jahren in Nordamerika. Es handelt sich um einen relativ großen Vertreter dieser Unpaarhufergruppe mit zwei Hörnern auf der Nase und einer kuppelartigen Erhebung auf der Stirn. Nachgewiesen ist er weitgehend nur über Schädelfunde, die aber einen deutlichen Sexualdimorphismus zeigen. Die bedeutendsten Fundgebiete liegen im heutigen Utah.

## Merkmale
Duchesneodus war ein relativ großer Vertreter der Brontotherien, der jedoch nicht die gewaltigen Ausmaße seines nahen Verwandten Megacerops erreichte. Wie dieser aber besaß er zwei charakteristische knöcherne Hornbildungen am Schädel und wies wohl analog einen recht massigen nashornartigen Körperbau auf. Der Schädel wurde 52 bis 61 cm lang; an den bogenförmigen und weit auseinander ragenden Jochbeinbögen erreichte er bis zu 41 cm Breite. Teilweise waren die Bogenspitzen auch massiv verstärkt. In der Seitenansicht besaß er an der Stirnlinie eine deutliche Einsattlung und glich dadurch den anderen horntragenden Brontotherien. Eine Besonderheit zeigte sich allerdings am Stirnbein, das eine teils massive domartige Aufwölbung aufwies. Dadurch besaß der Schädel auch einen breiten Bau mit weit auseinanderliegenden parasagittalen Leisten. Das Hinterhauptsbein war stark ausgezogen und eingeschnürt; in der Aufsicht hatte es eine sehr breite Form. Auch das Nasenbein war sehr breit und verlief gerade oder war etwas abwärts gerichtet, ragte aber nicht über den Mittelkieferknochen hinaus. Am Übergang von Nasen- zu Stirnbein erhoben sich die typischen knöchernen Hörner der späten Brontotherien. Sie lagen oberhalb der Orbita, die wiederum über dem ersten Molaren positioniert war. Die Hörner wiesen eine ovale Basis auf und waren oben abgerundet. Üblicherweise zeigten sie leicht schräg nach außen, erreichten aber nicht die Länge der Hörner von Megacerops. Der Naseninnenraum zwischen Nasenbein und Oberkiefer hatte keine sehr große Ausdehnung und reichte bis zum letzten Prämolaren.
Der Unterkiefer wurde zwischen 47 und 61 cm lang und besaß eine breite Symphyse, die bis zum ersten Molar reichte. Der Unterkieferkörper war insgesamt recht massiv und hoch. Das Gebiss zeigte leichte Reduktionen, was typisch war für die späten und nahen Verwandten von Megacerops, in der eurasischen Verwandtschaftslinie um Embolotherium aber nicht auftrat. Die Zahnformel lautete: {\displaystyle {\frac {2.1.3(4).3}{3.1.3(4).3}}}. Die Schneidezähne waren klein und kugelig und standen in einer geraden Reihe zwischen den Eckzähnen, die im Oberkiefer aufgrund der fehlenden inneren Zähne unterbrochen war. Der Eckzahn hatte eine konische Form und ragte bis über 2 cm auf, war insgesamt aber eher klein. Dahinter lag ein nur im Unterkiefer ausgebildetes Diastema, das rund 4 cm lang wurde. Die Prämolaren und Molaren waren sehr ähnlich gebaut und niederkronig (brachyodont). Die Größe der Zähne nahm nach hinten kontinuierlich zu, der letzte und größte Backenzahn war bis über 7 cm lang. Charakteristisch war der W-förmig gestaltete Zahnschmelz auf den Kauoberflächen der Oberkiefermolaren, ein typisches Merkmal der Brontotherien.
Reste des Körperskeletts sind nur wenige bekannt, dazu gehören einige Wirbel, ein Oberarmknochen und andere Skelettelemente.

## Fossilfunde
Duchesneodus ist durch zahlreiche Funde des Schädels, Unterkiefers und isolierter Zähne bekannt, die alle der Spätphase des Mittleren Eozäns vor 40 bis 38 Millionen Jahren angehören (lokalstratigraphisch Duchesneum genannt). Bedeutend sind die Reste aus dem Duchesneodus quarry, 18 km westlich von Vernal im US-Bundesstaat Utah. Hier entstammen sie dem LaPoint-Schichtglied der Duchesne-River-Formation und umfassen rund ein Dutzend Schädel und mehrere Unterkieferfragmente. Unter den Schädeln sind auch einige, die zu nicht ausgewachsenen Tieren gehören, zudem wurde hier das wenige bekannte postcraniale Skelettmaterial gefunden. Der Großteil der Fossilreste kam bei einer Expedition des Carnegie Museum of Natural History in den Jahren 1929 und 1930 zu Tage. Ein Teilschädel und ein Vorderschädelfragment mit erhaltenen Hörnern wurden in der Galisteo-Formation in New Mexico gefunden. Aus der Vieja-Formation des Presidio County in Texas wurden zwei Schädel und zwei Unterkieferfragmente geborgen. Weitere Unterkiefer, die wahrscheinlich Duchesneodus zugesprochen werden können, barg die White-River-Formation im Freemont County in Wyoming. Sie datieren in das Obere Eozän.

## Paläobiologie
Bei den Funden treten unterschiedliche starke anatomische Abweichungen auf, die sich als Geschlechtsdimorphismus interpretieren lassen. So sind männliche Tiere durch durchschnittlich massivere Knochen geprägt, was sich vor allem an den Jochbeinen zeigt, die hier dann häufig große Schwellungen an den Rändern für eine stärkere Muskulatur aufweisen. Auch die Größe der Hörner und die Ausbildung der domartigen Aufwölbung auf der Stirn variieren zwischen den beiden Geschlechtern und sind jeweils kleiner bei weiblichen Tieren ausgebildet. Ein häufig bei Brontotherien auftretender Dimorphismus der Eckzähne mit großen bei männlichen und kleinen bei weiblichen Tieren ist bei Duchesneodus bisher nicht nachgewiesen.
Mikroskopische Analysen an den Backenzähnen ergaben Abnutzungsspuren, die ähnlich jenen von heutigen Laubfressern sind. Allerdings weicht das Muster auch ein wenig ab, was vermuten lässt, dass Duchesneodus ähnlich wie andere Brontotherien bei seiner Nahrungsaufnahme sehr wählerisch vorging.

## Systematik
Duchesneodus ist eine Gattung aus der Familie der Brontotheriidae (ursprünglich Titanotheriidae). Diese werden aufgrund ihres charakteristischen Zahnbaus in die Nähe der heutigen Pferde verwiesen. Dabei stellt Duchesneodus innerhalb der Brontotherien ein Mitglied der Unterfamilie der Brontotheriinae und der Zwischentribus der Brontotheriita dar, die wiederum zur Tribus der Brontotheriini gehört. Die Tribus der Brontotheriini war ursprünglich von Bryn J. Mader als Unterfamilie der Telmatheriinae geführt worden und enthielt alle nordamerikanischen Brontotherien, die über ausgeprägte Hornansätze verfügten, später benannte er diese aber in Brontotheriinae um. Matthew C. Mihlbachler setzte diese Unterfamilie in der Interpretation nach Mader im Jahr 2008 auf den Rang der Tribus und trennte mit den Brontotheriita die weitgehend nordamerikanischen Brontotherien mit ausgebildeten paarigen und recht weit auseinander stehenden Hörnern ab. In der näheren Verwandtschaft stehen somit Parvicornus, Dianotitan und Megacerops. Diese Zwischentribus steht den Embolotheriita mit Embolotherium gegenüber, welche die eher eurasischen Formen umfassen und die in der Regel eng zusammenstehende Hörner oder nur ein einzelnes, verwachsenes und teilweise als Rammbock ausgebildetes Horn besitzen.
Die Erstbeschreibung von Duchesneodus erfolgte 1982 durch Spencer George Lucas und Robert M. Schoch. Die Gattung ging dabei aus dem Taxon Teleodus hervor, das bereits 1890 Othniel Charles Marsh eingeführt hatte, wobei er eine nahe Verwandtschaft mit Megacerops aufgrund der fehlenden oberen, mittleren Schneidezähne erkannte. Das zur Bestimmung der Gattung dienende Fossil, ein Unterkiefer, kaufte dabei Marsh einem Privatsammler für 100 US-Dollar ab, der angab, es nahe dem French Creek in South Dakota gefunden zu haben. Erst später wurde erkannt, dass bei der Präparation dieses Fundes versehentlich zwei zusätzliche Schneidezähne in den Unterkiefer eingepasst worden waren und das ursprüngliche Fossil nur insgesamt vier besaß. Aufgrund dessen wurde der Gattungsname Teleodus als invalid angesehen. Allerdings waren bereits vier Arten von Teleodus beschrieben worden, die Lucas und Schoch nun mit Duchesneodus gleichsetzten. Heute ist nur D. uintensis als gültige Art anerkannt, welche 1931 mit T. uintensis anhand der Funde aus der Duchesne-River-Formation von Olof August Peterson eingeführt worden war. D. californicus, D. primitivus und D. thyboi gelten als Nomina dubia, von letzterer Art wurden im Jahr 2009 aber einzelne Funde in die Brontotherien-Gattung Parvicornus eingegliedert. Der Gattungsname Duchesneodus geht einerseits auf den Duchesne River zurück, nach dem auch die fundführende geologische Formation und die chronostratigraphische Stufe Duchesneum benannt ist, aus der zahlreiche Brontotherien-Vertreter nachgewiesen sind, andererseits bedeutet das griechische Wort ὀδούς (odoús) so viel wie „Zahn“. Der Holotyp (Exemplarnummer CM 11809) umfasst einen Unterkiefer mit nahezu vollständiger Bezahnung, lediglich die linken Schneidezähne fehlen.